# خون‌بها (مجموعه تلویزیونی)
خون‌بها یک مجموعه تلویزیونی با نام اصلی «خون مردگی» محصول سال ۱۳۸۵ به کارگردانی جواد مزدآبادی، نویسندگی سعید نعمت‌الله و تهیه‌کنندگی محمدرضا شفیعی است که پس از چهار سال در نهایت در محرم ۱۳۸۹ از شبکه یک پخش شد. این مجموعه در ۱۴ قسمت ۴۵ دقیقه‌ای تهیه شد. جوان ورزشکاری بعد از حضور در مسابقات جهانی به ایران بازگشته و با قتل مشکوک برادرش مواجه می‌شود. در این ماجرا به مفاهیم عاشورایی نیز در جایگاه خود پرداخته می‌شود.

## بازیگران
- پولاد کیمیایی در نقش رسول
- عبدالرضا اکبری
- سیاوش طهمورث
- حبیب دهقان‌نسب
- لیلا اوتادی در نقش فرشته
- حسن علیرضایی در نقش حامد خضوعی
- احمد کاوری در نقش وکیل
- زهره سطانی
- شهرام عبدلی
- سولماز غنی
- کاظم افرندنیا
- امیر غفارمنش
- پوراندخت مهیمن
- مهدی فقیه
- حسن تسعیری
- سیروس میمنت

## عوامل تولید
- سیدحسین یعقوبی (مدیر تولید)
- حبیب قلی‌زاده (دستیار اول کارگردان)
- حمید احمدی (مدیر تصویربرداری)
- ایرج ملکی (طراح صحنه و لباس)
- علی محمودی و سعید پروینی (مدیر تدارکات)
- مجتبی برهانی‌زاده (صدابردار)
- وحید صالحی (مدیر مالی)
- مجری طرح مؤسسه فرهنگی هنری وصف صبا